# کارل برنت
کارل برنت (انگلیسی: Carl Brandt؛ ۵ اوت ۱۹۱۴ – ۲۵ آوریل ۱۹۹۱) موسیقی‌دان، آهنگساز، تنظیم‌کننده اهل ایالات متحده آمریکا بود.
از فیلم‌ها یا مجموعه‌های تلویزیونی که وی در آن‌ها نقش داشته است می‌توان به گومر پایل، یو.اس.ام.سی. اشاره نمود.